# Kot czarnołapy
Kot czarnołapy (Felis nigripes) – gatunek drapieżnego ssaka z podrodziny kotów (Felinae) w obrębie rodziny kotowatych (Felidae), odkryty i opisany w 1824 roku przez Williama Burchella, najmniejszy przedstawiciel dzikich kotowatych w Afryce.

## Taksonomia
Gatunek po raz pierwszy zgodnie z zasadami nazewnictwa binominalnego opisał w 1824 roku brytyjski przyrodnik William John Burchell nadając mu nazwę Felis nigripes. Holotyp pochodził z Kuruman, w Południowej Afryce. 
Rozpoznawane są zwykle dwa podgatunki, ale wydaje się, że reprezentują one dwa krańce ekokliny. Autorzy Illustrated Checklist of the Mammals of the World uznają ten gatunek za monotypowy.

### Etymologia
- Felis: łac. feles lub felis „kot”[10].
- nigripes: łac. niger „czarny”; pes, pedis „stopa”, od gr. πους pous, ποδος podos „stopa”[11].

## Zasięg występowania
Kot czarnołapy występuje w Namibii przez Kalahari do Prowincji Przylądkowej Wschodniej w Południowej Afryce.

## Morfologia
Długość ciała 36–52 cm, ogona 12,6–20 cm; masa ciała 1,2–4,5 kg (dorosłe samce wyraźnie większe niż dorosłe samice). Niewielki kot o ochrowym ubarwieniu, zaokrąglonych uszach i czarnych podeszwach stóp. Sierść ma wyraźny wzór: okrągłe cętki o barwie brązowo-czarnej, biegnące rzędami wzdłuż szyi i tułowia. Ogon cienki i spiczasty z czarnym zakończeniem i 2-3 ciemnymi pełnymi pierścieniami, przechodzącymi w niepełne w stronę nasady ogona. Kończyny smukłe, delikatne. Na pysku dwie pręgi.

## Tryb życia
Pokarm
Małe ssaki, gady, szarańczaki.
Rozmnażanie
Ciąża trwa 63-88 dni. W miocie znajduje się od jednego do dwóch kociąt, które dojrzewają w wieku 12-21 miesięcy.

## Ochrona
Polowanie zabronione w Botswanie i Republice Południowej Afryki.